# Поліровність гірських порід
Поліровність (рос. полируемость, англ. polishability; нім. Polierbarkeit f) — здатність гірських порід набувати при поліруванні блискучої поверхні. За поліровністю породи поділяють на 4 категорії (відмінна, добра, середня, низька); за якістю поліровки — на три класи (1,11,111); за складністю обробки — на 4 групи (породи, що легко поліруються, середньої важкості полірування, породи, що важко поліруються та підвищеної важкості полірування).